# 小克尔 (萨瓦省)
小克尔（法語：Petit-Cœur，法語發音：[pəti kœʁ]）是法国萨瓦省的一个旧市镇。1972年，小克尔与临近的5个市镇合并为市镇拉莱谢尔。

## 地理
小克尔（45°31'25.0"N, 6°29'33.0"E）面积2.97 平方千米，位于法国奥弗涅-罗讷-阿尔卑斯大区萨瓦省，该省份为法国东部省份，历史上为薩伏依的一部分，北起上萨瓦省，西接伊泽尔省和安省，南部和东部与上阿尔卑斯省和意大利接壤。
小克尔的时区为UTC+01:00、UTC+02:00（夏令时）。

## 行政
小克尔的邮政编码为73260，INSEE市镇编码为73199。

## 人口
小克尔于2018年1月1日时的人口数量为586人。